# 루퍼트 시모니안
루퍼트 시모니안(Rupert Simonian, 1991년 1월 25일 ~ )은 영국의 배우, 영화배우, 텔레비전 배우이다.
런던에서 태어났다.

## 방송
- 히든

## 영화
- 인스트루먼트 오브 워 (2017년)
- 어프로프리어트 어덜트 (2011년)
- 키핑 멈 (2005년) - 빌리 마틴 더 불리 역
- 콘스탄트 가드너 (2005년)
- 피터팬 (2003년)
- 홀비시티 시즌1 (1999년)